# Štěpán z Roudnice
Štěpán z Roudnice, (italsky Stefano di Roudnice) též Štěpán z Uhřetic (okolo roku 1300 – před rokem 1365 Roudnice nad Labem) byl první český profesor na právnické fakultě Univerzity Karlovy.

## Život
Narodil se okolo roku 1300, byl kaplanem v pražské katedrále svatého Víta, vikářem, později generálním vikářem pražského arcibiskupství a kancléřem (latinsky pronotarius cancellarie curiae archiepiscopi) pražského arcibiskupa Arnošta z Pardubic. V roce 1358 vstoupil do augustiniánského kláštera v Roudnici nad Labem, kde před rokem 1365 zemřel.

## Dílo
- Quaestiunculae (česky Otázky) – příručka pro zpovědníky
- Statuta Arnošta z Pardubic (spoluautor)[1]